# Parafia Wniebowzięcia Najświętszej Maryi Panny w Krasnem
Parafia Wniebowzięcia Najświętszej Maryi Panny w Krasnem – parafia rzymskokatolicka znajdująca się w diecezji rzeszowskiej w dekanacie Rzeszów Wschód.

## Historia parafii
Wieś Krasne (Crasnepole, Krasnopole) sięga swymi początkami XIV stulecia. W źródłach po raz pierwszy wymieniana jest pod 1390 r. Dnia 04.03.1412 r. właścicielka tej osady Małgorzata z Branic Rzeszowska wraz z córkami Katarzyną i Ofką (Eufemią) uposażyła parafię i ufundowała pierwszy, drewniany kościół parafialny. Parafia swym zasięgiem terytorialnym objęła wsie: Krasne i Strażów oraz część wsi Powietna (Pobitno). Biskup przemyski Maciej Janina w 1412 r. zatwierdził fundację i erygował parafię. Pierwszym proboszczem, którego zanotowały kroniki, był ksiądz Wawrzyniec. 
11 czerwca 1624 r. podczas najazdu czambułu tatarskiego, dowodzonego przez Kantemira Murzę, wieś została spustoszona i złupiona, a kościół i plebania spalone. Wkrótce parafia zyskała nową, również drewnianą świątynię (1627) przeniesioną z pobliskiej Magdalenki oraz przytułek dla ubogich (1631), które ufundował Mikołaj Spytek Ligęza. 
W 1742 r. dzięki materialnemu wsparciu księcia Jerzego Ignacego Lubomirskiego wzniesiono nową, tym razem już murowaną świątynię. Konsekrował ją pw. Wniebowzięcia Najświętszej Maryi Panny bp przemyski Wacław Hieronim Sierakowski 14 września 1752 r. 
W okresie międzywojennym przedłużono ją o 7 metrów. Od 1904 r. w Krasnem posługują Siostry ze Zgromadzenia Sióstr Franciszkanek Rodziny Maryi. 
W 1988 r. podjęto decyzję o budowie czwartego kościoła w dziejach parafii. Projekt architektoniczny wykonali Andrzej Piątek i Marian Dwornikowski, natomiast wnętrze zaprojektował inż. Ryszard Kulig z Krakowa. Poświęcenia nowego kościoła dokonał 15 sierpnia 1996 r. bp rzeszowski Kazimierz Górny, nadając mu wezwanie Wniebowzięcia Matki Bożej. W maju 2010 r. przystąpiono do remontu zabytkowej świątyni z XVIII w. 

## Proboszczowie
- ks. dr Adam Dzióba (2010–2020)[1]
- ks. Witold Wójcik (od 2020)